# Marsh Giddings

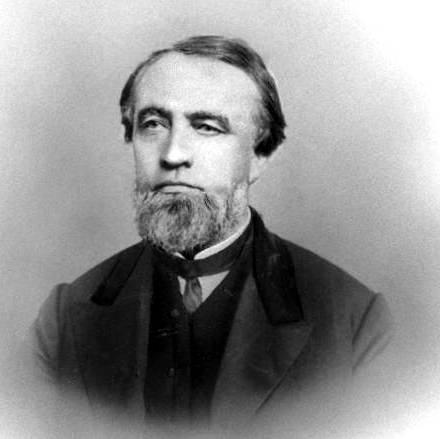
Marsh Giddings

Marsh Giddings (* 19. November 1816 im Fairfield County, Connecticut; † 3. Juni 1875 in Santa Fe, New-Mexico-Territorium) war ein US-amerikanischer Politiker und von 1871 bis 1875 Gouverneur des New-Mexico-Territoriums.

## Frühe Jahre
Im Alter von 13 Jahren zog Giddings mit seinen Eltern in das Kalamazoo County in Michigan. Dann besuchte er das Western Reserve College in Hudson (Ohio). Allerdings machte er an dieser Schule keinen Abschluss. Im Alter von 21 Jahren wurde er zum Friedensrichter für den Ort Richland Township in Michigan gewählt.

## Politischer Aufstieg
Im Jahr 1849 wurde Giddings in das Repräsentantenhaus von Michigan gewählt. Zwischen 1860 und 1868 war er Richter an einem Nachlassgericht in Michigan. 1864 war er einer der republikanischen Wahlmänner bei den Präsidentschaftswahlen. Zwischen 1866 und 1870 war er im Republican National Committee. Außerdem gehörte er 1867 einem Ausschuss zur Überarbeitung der Landesverfassung von Michigan an.
Präsident Ulysses S. Grant ernannte Giddings im Jahr 1870 zum amerikanischen Konsul in Kalkutta in Indien. Gidding nahm an und bezog ein entsprechendes Gehalt. Er hat aber tatsächlich niemals die Reise nach Indien angetreten. Als Grund gab er seinen schlechten Gesundheitszustand an. Daraufhin ernannte ihn sein Parteifreund Grant zum neuen Gouverneur im New-Mexico-Territorium.

## Territorialgouverneur von New Mexico
Bei seiner Ankunft in New Mexico fand er ein wildes und gesetzloses Land vor. Er versuchte die herrschende Gewalt mit Hilfe der Armee zu unterdrücken, musste aber bald feststellen, dass er gar nicht die Befugnis hatte, die Armee in Marsch zu setzen. Somit stand er der Gewalt und Gesetzlosigkeit machtlos gegenüber. Giddings verstarb noch während seiner Amtszeit und sein Staatssekretär William Gillet Ritch musste bis zur Ankunft seines Nachfolgers Samuel Beach Axtell das Amt des Gouverneurs kommissarisch übernehmen. Seit 1836 war Marsh Giddings mit Louisa Mills verheiratet.